# Универсальная грамматика
Универсальная грамматика — термин, которым в ряде лингвистических теорий обозначается предполагаемый набор правил или принципов, присущих каждому человеческому языку. Подобные правила не определяют язык полностью: они допускают значительную вариантность, но ограничивают её некоторыми конечными рамками. В современной когнитивной науке универсальная грамматика понимается как встроенное на генетическом[уточнить] уровне знание о языке.
Аргументами в пользу существования универсальной грамматики являются:
- наличие определённых языковых универсалий (таких как, к примеру, части речи, гласные и согласные звуки и т. п.), присутствующих во всех языках;
- данные исследований усвоения языка;
- доводы в пользу существования отдельного языкового модуля — независимой когнитивной системы в составе человеческого разума, предназначенной для обработки языка.

В настоящее время ряд авторов подвергает сомнению существование универсальной грамматики.

## История
Исторически идея универсальной грамматики восходит к идеям таких философов, как Роджер Бэкон и Рене Декарт, но в современном контексте она практически всегда ассоциируется с теориями американского лингвиста Ноама Хомского. Хомский выдвинул гипотезу о том, что дети обладают врождённым механизмом усвоения языка (англ. Language Acquisition Device), действующим на протяжении определённого критического периода (примерно до 12 лет). Главным аргументом Хомского стала «бедность стимула» (poverty of stimulus): ребёнок не получает информации о том, какие языковые конструкции невозможны (так как родители по определению[уточнить] никогда не предоставляют примеров таких конструкций), что делает процесс усвоения языка невозможным без наличия какой-то заранее заданной информации.
Универсальная грамматика ограничивает количество гипотез, в противном случае ребёнок должен будет выбирать из бесконечного количества возможностей. Главную задачу лингвистики Хомский видел в формальном описании универсальной грамматики, для этой цели им была предложена трансформационная порождающая грамматика, опирающаяся в первую очередь на синтаксис.
Теория Хомского стала первой попыткой описать язык в рамках когнитивной парадигмы: бихевиоризм отвергал существование внутренних ментальных состояний и опирался на изучение поведения. Хомский же продемонстрировал несостоятельность бихевиористского подхода к языку и сосредоточил внимание науки на изучении способности человека к языковой деятельности (linguistic competence), а не на самой этой деятельности (linguistic performance). Теория Хомского приобрела огромную популярность в американской лингвистике и стала фундаментом для целого ряда других генеративных (порождающих) теорий языка.

## Биологические основания универсальной грамматики
Уже Чарльз Дарвин выделял язык в качестве одного из отличительных признаков человека как вида. Однако Дарвин, как и большинство его современников, не рассматривал язык как отдельную биологическую систему, а считал его производным общих способностей человеческого разума.
Открытия учёных Пьера Поля Брока и Карла Вернике изменили представление того времени о языке: ими были детально описаны случаи афазии, нарушения способности человека к производству (афазия Брока) или восприятию (афазия Вернике) речи (при сохранении большинства прочих когнитивных функций), вызванные поражением определённых областей головного мозга (названных соответственно область Брока и область Вернике).
Наличие специфических речевых центров в мозге подтверждает предположения Хомского о врождённом характере языка и наличии универсальной грамматики. Дальнейшее изучение области Брока выявило, что она активируется только при конструировании предложений языка на основе иерархической структуры непосредственно составляющих и не активируется при конструировании предложений языка, основанного на простом линейном порядке слов, что является сильным аргументом в пользу существования универсальной грамматики.

## Современные теории универсальной грамматики

### Теория принципов и параметров
Теория принципов и параметров представляет собой модель, созданную Ноамом Хомским и Говардом Лазником, а также множеством других лингвистов-генеративистов для описания языковой когнитивной системы. В рамках этой теории универсальная грамматика задаётся не правилами, а конечным набором фундаментальных принципов, общих для всех языков, и параметров, определяющих языковую вариативность и фиксирующихся при усвоении языка. Теория принципов и параметров проводит чёткое разграничение между универсальным и частным в языке и пытается свести это к простым постулатам. Утверждается, что любую грамматическую систему можно будет представить в качестве одной из вариаций реализации принципов универсальной грамматики.
Теория делится на несколько разделов:
- Х-теория, которая содержит принципы и параметры устройства структуры предложения и других фразовых категорий;
- теория трансформаций, или передвижений;
- теория ограничений, занимающаяся поиском контекстных ограничений на трансформации;
- теория управления, рассматривающая возможность каждой составляющей быть подвергнутой трансформации;
- теория связывания, включающая в себя принципы и параметры, регулирующие связь между референтами именных групп;
- теория абстрактного падежа, проводящая границы между падежами с семантическим значением и с отсутствием подобного значения; в случае языков без падежей (английский, китайский и др.), падеж рассматривается как абстрактный показатель, который приписывается составляющим на одном из этапов деривации;
- тета-теория, в которой определяются допустимые соотношения между тематическими (семантическими) ролями и предикатными словами и их синтаксическими свойствами. Принцип «один актант — одна семантическая роль» является определяющим;
- теория контроля, устанавливающая закономерности референциального истолкования нулевого подлежащего.

К традиционным глубинной и поверхностной структурам добавляется ещё и Логическая форма — интерфейс, отвечающий за внеязыковые механизмы понимания.
Разумеется, присутствует также и фонологический интерфейс, выходящий на акустические и артикуляционные механизмы. В более поздних моделях ПГ количество интерфейсов увеличивалось.
Словарь лексических единиц представляет собой информацию, не выводимую из системы принципов и параметров, поэтому она вступает в структуру ещё до деривации в качестве априорного элемента.
В статье «Three Factors in Language Design» («Три фактора строения языка») Хомский развивает свои идеи о принципах и параметрах в когнитивной языковой системе и говорит о трёх факторах, которые её определяют:
1. Генетически предопределённый фактор, общий для всего вида (сюда входит универсальная грамматика);
2. Приобретённый опыт, который ведёт к вариации в заданных рамках;
3. Неспецифичные для языка принципы.

Ясно, что первый и третий факторы можно считать общими для всех мыслительно-когнитивных систем и выявление этой связи есть шаг на пути к нашему познанию высшей ментальной деятельности. Не будет преувеличением сказать, что в случае реализации этого проекта удастся объединение всей нейробиологии с лингвистикой.
Теория принципов и параметров до появления минималистской программы считалась самой значительной лингвистической теорией всех времен. Она по степени своей разработанности значительно превосходила в предыдущие версии ПГ. И если говорить диахронически, то современная минималистская программа есть усовершенствованная версия теории принципов и параметров.
В среде российских лингвистов (за небольшим исключением некоторых учёных) многие идеи этого подхода (как, собственно, и всего генеративизма) были проигнорированы. Таким же образом отреагировали на эту теорию и представители иных лингвистических теорий, в которых отсутствовал полноценный формальный метод, который явственно присутствовал в модели Хомского.

### Теория Джекендоффа
Американский лингвист Рей Джекендофф предложил подход, альтернативный теориям Хомского. Оставаясь верным идее универсальной грамматики, Джекендофф не признаёт синтактоцентризм Хомского, утверждая, что не только синтаксис, но и семантический и фонологический компоненты языка являются генеративными системами. По его мнению, эти системы равноправны, независимы и связаны между собой интерфейсами. Задача лингвистики в данном случае — понять и описать правила интерфейсного взаимодействия.
Джекендофф, как и Хомский, стремится построить лингвистическую теорию, объясняющую возможность усвоения языка ребёнком, но не исключает семантический компонент из процесса научения как не имеющий прямого отношения к языку и универсальной грамматике.

## Отклонение от теории
Дэниел Эверетт, путешествуя с миссионерскими целями по Южной Америке, обнаружил народность пираха, говорящую на языке пираха, не вписывающемся в теорию универсальной грамматики. Главным аргументом Эверетта является отсутствие в языке пираха приёма, называемого рекурсией.

## Значение языковых универсалий
Стивен Пинкер указывал, что врожденное владение языком обусловлено случайными факторами, которые делают его универсальным. Дети фактически поколение за поколением открывают язык заново. Например, для общения рабов из разных африканских народностей на плантациях островов Вест-Индии возникали пиджины, которые почти не имели грамматики. Но их дети создавали на этой основе креольские языки со сложной системой грамматики, которой раньше не было. Другим примером служат случаи с глухими детьми, которые осваивали американский жестовый язык с помощью родителей, которые учили его, уже будучи взрослыми, и в результате освоили его достаточно плохо. Однако их дети владели языком жестов с точки зрения грамматики гораздо лучше.
Пинкер также утверждает, что вариативные аспекты языка не позволяют нам судить о культуре, в которой этот язык развивался.